# Distrito de Tirap
Tirap (en panyabí; ضلع تیراپ) es un distrito de India en el estado de Arunachal Pradesh. Código ISO: IN.AR.TI.
Comprende una superficie de 2 362 km².
El centro administrativo es la ciudad de Khonsa.

## Demografía
Según censo 2011 contaba con una población total de 111 997 habitantes.